# Jingoísmo

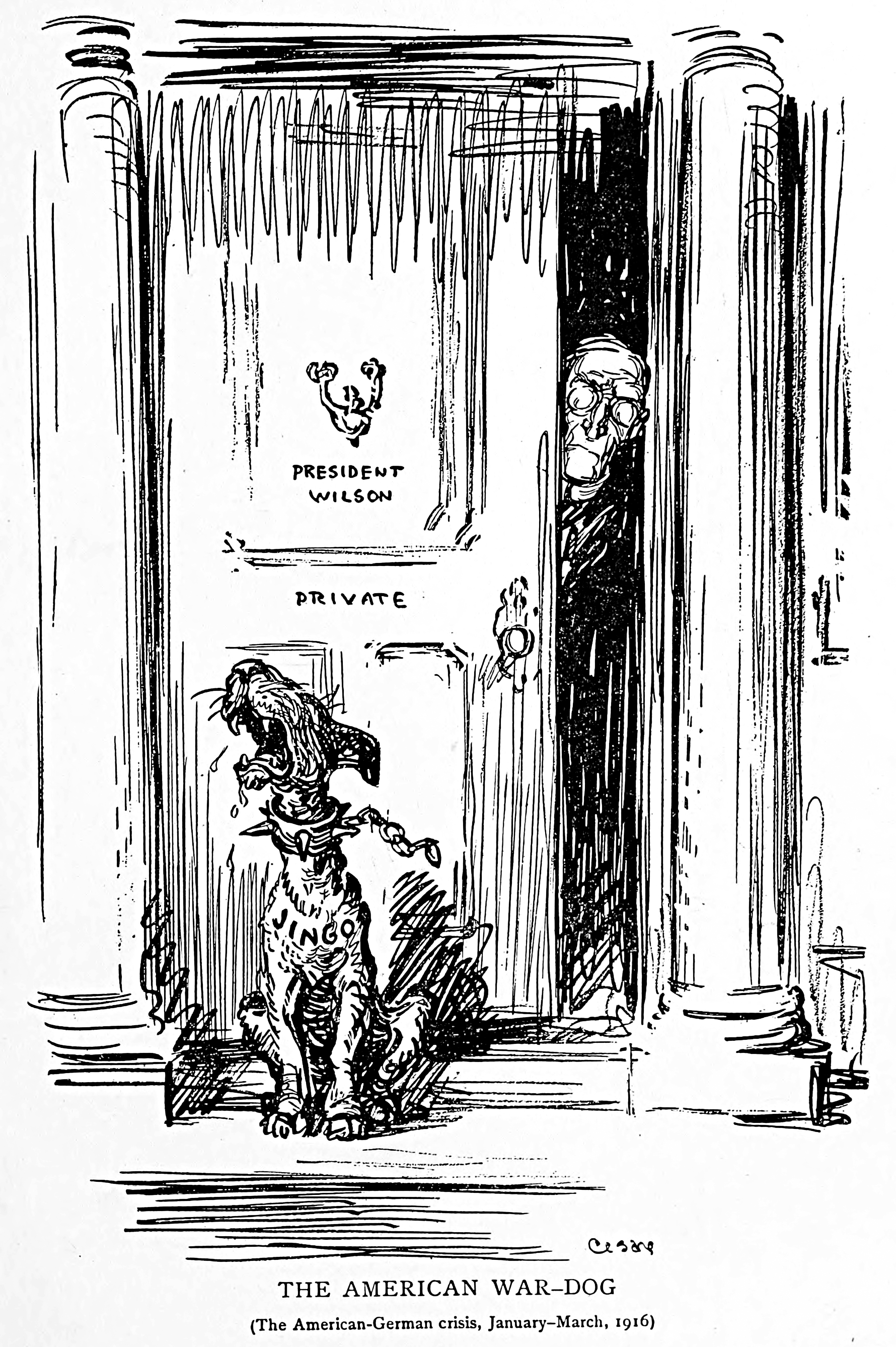
The American War-Dog («El perro de guerra estadounidense»), una caricatura política de 1916 de Oscar Cesare, con el perro llamado «Jingo».

Se denomina jingoísmo al nacionalismo exaltado partidario de la expansión violenta sobre otras naciones. Se trata de una forma de imperialismo, en la forma de patriotismo extremo que justifica una política exterior agresiva. El término jingoism fue acuñado por el radical George Holyoake en una carta al periódico británico The Daily News el 13 de marzo de 1878.
Su origen se halla en Gran Bretaña, donde el jingoísmo era el mecanismo de movilización popular del ultra nacionalismo militarista y expansionista, utilizado por políticos que consideraban necesario el Imperio, tanto los tories (Benjamin Disraeli, Joseph Chamberlain) como los whigs (Gladstone, Cecil Rhodes).
Este hiper-nacionalismo sentimental se alimentaba con el acoso a la hegemonía británica que representaban las demás potencias europeas (Francia, Alemania, Rusia) y en menor medida los Estados Unidos (donde se recibió a su vez el término jingoísmo, que empezó a utilizarse de un modo similar).
Numerosos intelectuales se sintieron atraídos por el llamado "darwinismo social", que extrapolaba las ideas evolucionistas de Charles Darwin a las cuestiones sociales y políticas, afirmando la existencia de naciones más capacitadas para la supervivencia, pueblos inferiores y superiores, y que su éxito o fracaso se debía a su capacidad de aptitud y adaptabilidad, al igual que con el resto de los seres vivos. Tal vez el mejor representante de esta corriente sea el escritor británico Rudyard Kipling quien hablaba de "la carga del hombre blanco".

## Origen y etimología
Durante la era victoriana, Rusia era vista como una amenaza tanto para el equilibrio europeo como para los intereses británicos en la India. Ya se había llegado a la guerra abierta con ocasión de la Guerra de Crimea (1854-1856). En 1878 el enfrentamiento llegó al punto de convertirse en una crisis diplomática, que se resolvió gracias al Congreso de Berlín, en el cual un grupo de potencias, entre las que se encontraba el Reino Unido, gobernado en ese momento por el primer ministro Benjamin Disraeli, forzaron al recientemente creado estado búlgaro (apoyado por Rusia, que seguía una política paneslavista) a aceptar el Tratado de San Stefano, en el que se cedía Macedonia al Imperio otomano.
Aunque algunos han señalado un improbable origen vasco (jainko, literalmente «el señor de arriba», en referencia a Dios), la palabra jingoísmo surgió de una canción patriótica del music-hall británico de 1878, del compositor G. H. MacDermott, que parece haberlo tomado de un hipocorístico coloquial del nombre de Jesús, usual en Inglaterra desde finales del siglo XVII. Dicha canción fue popularizada por el cantante G. W. Hunt. La traducción de la letra es la siguiente:

No queremos pelear, pero por Jingo, si lo hacemos,
Tenemos las naves, tenemos los hombres, también el dinero,
Ya peleamos con el oso en el pasado, y mientras seamos auténticos británicos,
Los rusos no tomarán Constantinopla.

## Ejemplos de uso posterior
- Theodore Roosevelt, acusado frecuentemente de jingoísmo, en una entrevista del 8 de octubre de 1895 al New York Times respondió: Se habla mucho de jingoísmo. Si por jingoísmo quieren decir una política que persiga lo que los estadounidenses desean con resolución y sentido común, insistir en nuestro derecho a ser respetados por las potencias extranjeras, entonces somos "jingos".[4]

- En el número del 28 de marzo de 1938 de Punch apareció una tira cómica de E. H. Shepard titulada THE OLD-FASHIONED CUSTOMER. John Bull (el cliente pasado de moda, que personifica al patriota británico) pregunta a Neville Chamberlain (que hace el papel de comerciante): Me pregunto si tienes una canción que recuerdo acerca de no querer luchar, pero si hay que hacerlo... no-sé-qué, no-sé-qué, no-sé-qué... ¿tenemos también el dinero?.[5] Todo ello en una escena presidida desde el muro por un retrato del anterior primer ministro Robert Gascoyne-Cecil, Lord Salisbury.[6]

- Existe una canción de Carlos Santana llamada "Jingo" de su álbum de 1970 Santana (álbum).

- La canción de David Bowie After All, del álbum The Man Who Sold the World (1970), trata el asunto, e incluye el verso: "oh, by jingo".

- En los años 1980, la sátira política Capitol Steps incluía la canción "Jingo All the Way" (parodia de "Jingle Bells") sobre el proteccionismo a la industria del automóvil.

- En 1985, Todd Rundgren grabó la canción "Johnee Jingo" en su álbum "A Capella".

- En el episodio de The Simpsons Mr. Lisa Goes to Washington uno de los criterios usados para la evaluación del discurso de Lisa es el jingoísmo. Lisa recibe un 10/10 en esa área, pero pierde frente a un inmigrante que alaba a América.

- En la canción Pennywise de Fox TV en el álbum The Fuse (2005), hay este verso: "... Fabricated Journalism, Junk News and Jingoism...".

- La novela de Terry Pratchett Jingo (traducido al español como ¡Voto a Bríos!) trata sobre la guerra entre dos potencias ficticias por el dominio sobre una pequeña y poco valiosa isla.

- En la canción de Thrice The Sky is Falling de su álbum The Alchemy Index Vols. III & IV se menciona dos veces: "We all dance a jingo cabaret" y "Surrounded by jingoists".

- En una revisión de Rambo, David Morrell describió el carácter del protagonista como jingoísta en las partes dos y tres de la saga.

- El periodista Jaime de Berenguer en su artículo "Ya está bien" califica al nacionalismo catalanista como jingoísmo.

- En la canción "Jingo Jungle" de MYTH & ROID, que sería utilizada como opening para la serie japonesa Youjo Senki, se hace uso frecuente del ultranacionalismo.